# Brachaelurus waddi
Brachaelurus waddi är en hajart som först beskrevs av Bloch och Schneider 1801.  Brachaelurus waddi ingår i släktet Brachaelurus och familjen Brachaeluridae. IUCN kategoriserar arten globalt som livskraftig. Inga underarter finns listade.